# Daniel Bohumil Molnár
Daniel Bohumil Molnár (31. července 1819 v Křížlicích – 13. září 1889 v Praze) byl český luterský farář.
Narodil se jako syn evangelického faráře slovenského původu Jana Molnára (1765–1828) a Rosalie, roz. Svobodové. Po studiích působil jako vikář v Praze (1843–1846) a pak jako farář sboru v Krucemburku (1846–1865), sboru v Humpolci (1865–1866) a v Praze (1866–1889). Roku 1863 byl zvolen při prvních svobodných volbách seniorem českého východního seniorátu augsburského vyznání a r. 1874 superintendentem české superintendence a. v..
Na začátku padesátých let 19. století navštívil v Neuendettelsau v bavorských Francích Wilhelma Löheho (1808-1872), výrazného představitele luterského konfesionalismu, stavějícího se proti unionistickým tendencím evangelických církví, a pod jeho vlivem se přiklonil ke konzervativnímu konfesionálnímu luterství. Přeložil několik jeho teologických děl a publikoval traktáty a na historii luterství zaměřené články. Záměrem jeho publikační činnosti bylo obohacení liturgických prvků evangelické bohoslužby.
Zemřel 13. září 1889 v Praze-Starém Městě. Pohřben byl na evangelickém hřbitově v Karlíně.

## Dílo D. B. Molnára
- (vyd.) Leška, Štěpán: Církevní zpěvník pro evanjelické křesťany. Turnov 1884.
- MOLNÁR, Daniel Bohumil. Hlavy mučenníků bělohorských. Praha: vl.n., 1882. Dostupné online.
- (spolu s Františkem Fuxou:) Biblí k svobodě! Almanah vydaný na památku stoletého trvání evangelické církve obojího vyznání v zemích Koruny české a uherské. Praha 1881.
- Řeči duchovní konané při pohřbu Františka Palackého, historiografa Království českého, dne 31. května 1876. Praha 1876.
- (přel.) Dra. Martina Luthera Malý katechismus, v otázkách a odpovědích vysvětlen pro dům, školu a církev ode všech evangelických biskupů ve vévodstvích Meklenburských Zvěřína a Gustrova. Praha 1862 (další vydání: Praha 1882).
- (přel.) Löhe, Wilhelm: Jádro modliteb. Ruční knížka pro evangelické křesťany. Praha 1860.
- (přel.) Löhe, Wilhelm: Modlitby pro Stav manželský, obzvláště modlitby pro manželky. Praha 1860.
- (přel.) Augšpurské vyznání víry. Praha 1857.
- (přel.) Löhe, Wilhelm: Modlitební knížka pro dítky. Praha 1854.
- (přel.) Löhe, Wilhelm: Malý katechismus doktora Martina Luthera. Praha 1853.